# Porthidium nasutum
La víbora de hoja nasal o tamagá (Porthidium nasutum) es una especie de serpiente venenosa que pertenece a la subfamilia de las víboras de foseta. Su área de distribución incluye México, Centroamérica, y el norte de Sudamérica. La especie no tiene subespecies reconocidas.

## Descripción
Los adultos son moderadamente gruesos y tienen por lo general un tamaño alrededor de 30-40 cm, y raramente más de 60 cm. Las hembras son más grandes que los machos. La coloración del cuerpo puede ser beige, marrón, marrón rojizo, amarillo-marrón, gris-marrón o gris. A menudo tiene una estrecha línea vertebral rojiza y una serie de 13-23 manchas oscuras cuadrangulares a lo largo de cada lado. Tiene 21 a 25 (generalmente 23) filas de escamas dorsales a medio cuerpo. El vientre es de color marrón pálido, o grisáceo con pequeñas manchas.

## Distribución geográfica
El área de distribución incluye el sur de México pasando por Centroamérica hasta el oeste de Colombia y el noroeste de Ecuador en América del Sur. Habita en las tierras bajas del Atlántico de México (Tabasco y Chiapas) a través de Belice, Guatemala, El Salvador, Honduras, Nicaragua, Costa Rica, el este de Panamá y el noroeste de Colombia. En las tierras bajas del Pacífico, ocurre en el sudoeste de Costa Rica, el centro y el este de Panamá, continuando hacia el noroeste de Ecuador. 
Su hábitat consiste principalmente de bosques húmedos o la selva tropical, desde el nivel del mar hasta una elevación de unos 900 m.
La localidad tipo es "Pansos [Panzós], sur les bords du Polochic [Alta Verapaz] (Guatémala)."

## Nombres comunes
Nauyaca-nariz de cerdo narigona, Tamagás nariz chata (Guatemala), Pyuta, Tamaga, Toboba, Toboba Chinga, Víbora Pajonera, Patoca.
En inglés: rainforest hognosed pitviper, horned hog-nosed viper.

## Comportamiento

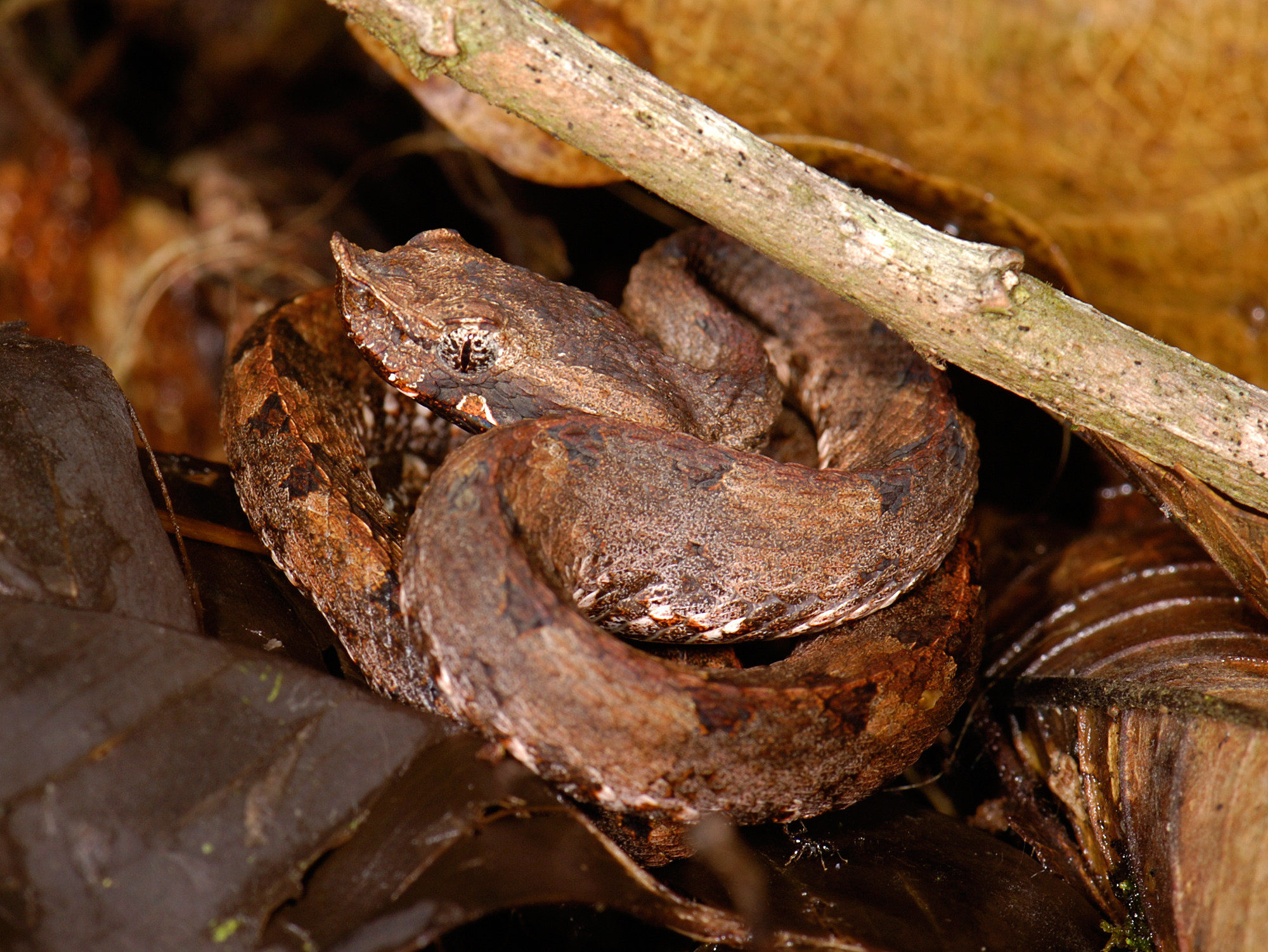
Porthidium nasutum.

Puede ser activa durante el día y de noche. Es principalmente terrestre, aunque se ha encontrada también en arbustos o árboles pequeños. Normalmente se halla en la hojarasca donde es perfectamente camuflada gracias a su coloración y pequeño tamaño. Es ovovivípara, con camadas de 2-15 crías. Se alimenta principalmente de lagartijas, ranas, pequeños roedores y serpientes pequeñas. Los juveniles suelen comer invertebrados.

## Veneno
El veneno de Porthidium nasutum es principalmente hemotóxico y es probablemente más potente que lo habitual para este género. Sin embargo, el rendimiento del veneno parece ser relativamente bajo y a menudo los efectos del envenenamiento se limitan a severos dolores locales, inflamación local, y posiblemente necrosis. No obstante, se han atribuido un número de víctimas fatales como consecuencia de su mordedura.

## Estado de conservación
Esta especie está clasificada como de Preocupación Menor (LC) en la Lista Roja de Especies Amenazadas (v3.1, 2001) de la UICN.

Una especie es considerada como tal cuando tiene una amplia distribución, una población presumida como grande, o porque es poco probable que la disminución de su población sea suficientemente rápida como para incluirla en una categoría más amenazada. La tendencia poblacional es estable. Año de la evaluación: 2007.